# Bezzerwizzer
Bezzerwizzer er en række danske quiz-spil. Spillet blev opfundet af Jesper Bülow, der grundlagde firmaet bag Bezzerwizzer-spillene i 2006. 
I 2011 blev brætspillene suppleret med et online quiz-univers med en række quizzer inden for en lang række emner. Online-delen lukker sommeren 2013.
Ud over de danske udgaver af spillet er Bezzerwizzer også udkommet i Sverige, Norge, England, USA, Finland og Tyskland. Uden for Norden er det legetøjsfirmaet Mattel, der står bag udgivelsen af spillene. 
I 2010 blev Bezzerwizzer+ valgt til Årets Familiespil af Legebranden.

## Spillets gang
Når spillet starter, får det første hold et spørgsmål. Hvis holdet svarer rigtigt, får det point. Derefter går turen videre til næste hold, og sådan fortsætter spillet, indtil et hold har vundet. 
I Bezzerwizzer Original, Familie og + er der en spilleplade med i spillet, og det gælder om at få sin spillebrik først i mål. I alle andre udgaver tælles der point på en blok.
Spørgsmålene er inddelt i 10-20 forskellige emner. Når man spiller, har man mulighed for at prioritere rækkefølgen af emner, så man får flest point for de emner, som man er god til. I alle Bezzerwizzers spil har spillerne også mulighed for at svare på de andre spilleres spørgsmål.